# باسكوالي بادالينو
باسكوالي بادالينو (بالإيطالية: Pasquale Padalino)‏ هو لاعب كرة قدم إيطالي في مركزي قلب الدفاع والدفاع، ولد في 26 يوليو 1972 في فودجا في إيطاليا. شارك مع منتخب إيطاليا تحت 21 سنة لكرة القدم ومنتخب إيطاليا لكرة القدم. أما مع النوادي، فقد لعب مع إنتر ميلان وفيورنتينا ونادي بولونيا ونادي فوجيا ونادي كومو ونادي ليتشي.

## وصلات خارجية
- باسكوالي بادالينو على موقع قاعدة بيانات كرة القدم.إي يو (الإنجليزية)